# Carlo Paoletti
Carlo Paoletti (Livorno, 12 gennaio 1917 – Castelldefels, 23 gennaio 2003) è stato un calciatore italiano, di ruolo centrocampista.

## Carriera
Inizia la carriera nella Civitavecchiese, con cui gioca nel Girone E della Serie C 1936-1937, ottenendo il quarto posto.
La stagione seguente passa al Le Signe, ottenendo l'undicesimo posto del Girone D della Serie C.
L'annata dopo è tra le file della Fiorentina, con cui vince il campionato di Serie B, ottenendo la promozione in massima serie.
La stagione seguente passa al Genova 1893, con cui esordisce solo l'anno successivo nella sconfitta esterna per 4-1 contro il Bologna il 16 febbraio 1941.
Conclusa l'esperienza in rossoblu, si trasferisce al Napoli, club con il quale retrocede in cadetteria al termine della stagione 1941-1942.
Gioca la stagione 1942-1943 in Serie B, tra le file del Savona, con cui si piazza al diciassettesimo posto.

## Palmarès

### Club

#### Competizioni nazionali
- Serie B: 1

Fiorentina: 1938-1939